# Dikovec János
Dikovec János, Ivan Vaszilovics Dikovec (ukránul: Іван Васильович Диковець, oroszul: Иван Васильевич Диковец) (Határhegy, Csehszlovákia, 1938. január 3. – 2022. február 28.) kárpátaljai születésű szovjet-ukrán labdarúgó, csatár. Az 1950-es évek végén eredményesen szerepelt az ukrán és a szovjet ifjúsági labdarúgó-válogatott csapatokban. Az Ukrán SZSZK együttesének tagjaként 1956-ban kis aranyérmet szerzett a Szovjet Szpartakiád ifjúsági labdarúgótornáján. Habár aktív labdarúgó-pályafutása során más rangos bajnoki címet és díjat nem szerzett, azt mégis sikerült elérnie, hogy majd egy évtizeden keresztül meghatározó szerepet töltött be az ország több elit klubjának csapatában.

## Pályafutása
Az általános iskolai tanulmányait a Nagyberezna melletti szülőfalujában, Határhegyen folytatta, majd 14 évesen segédmunkásként elhelyezkedett az Ungvári cipőgyárban, amelynek labdarúgócsapatában elkezdődött a fokozatosan felfelé ívelő játékoskarrierje. A fiatal tehetségre rövidesen felfigyelt id. Györffy Zoltán híres ungvári szakember, akit első edzőjének tekint, és aki őt és csapattársait elkezdte beavatni a labdarúgás rejtelmeibe. 
1953 tavaszán a „szűzföld”-program keretében Kazahsztánba került, ahol a Köksetaui megyében található Sztyepnoj termelőszövetkezetnél helyezkedett el, elsajátította a traktorista szakmát és közben játszott a helyi labdarúgócsapatban is. Nemsokára átvezényelték a Kolhoznyik sportszövetséghez, amelynek székhelye az ország akkori fővárosában, Alma-Ata-ban  volt, és felkérték, hogy kazah színekben vegyen részt a sportszövetség Odesszában tartandó országos labdarúgó-tornáján. Dikovec alig 15 évesen vállalta ezt a feladatot és az Alma-Ata-i válogatott, többek között az ő kiváló játékának köszönhetően bronzérmet szerzett az össz-szövetségi viadalon.  
Ukrajnából azonban már nem kívánt visszatérnie az általa megkedvelt, de számára rendkívül távoli országba, és inkább az ungvári gyorsvonatra váltott jegyet. Hazaérkezve visszatért a korábbi munkahelyére, dolgozott és ha volt egy kis szabad ideje, akkor focizott. 1956 tavaszán az Ungvári Szpartak egy gólzáporos felkészülési mérkőzést játszott a gyári csapattal, amelyen János mesterhármast ért el. A meccs után  a mestercsapat vezetőedzője Mihalina Mihály felkérte a fiatal labdarúgót, hogy csatlakozzon a csapata edzéseihez. 
Dikovec János az invitálást szívesen elfogadta, rövidesen a felnőttkeret elismert tagja és a szurkolók kedvence lett, akiktől a kakas taréjra hasonló hajviselete miatt ekkor kapta „Kakas”-becenevét. Az igazi tehetsége éppen a Szpartaknál bontakozott ki, aminek bizonyítéka, hogy őt még abban az évben meghívták az Ukrán SZSZK ifjúsági válogatott-csapatába és az Ungvárott töltött másfél év után megkeresték a Dinamo Kijev vezetői is. Ettől kezdve a szovjet bajnokság legjobb csapataival vívott küzdelmekben fejleszthette tovább tudását, aminek eredményeként el tudott jutni a profi-labdarúgás csucsaira. Így, többek között 1957-ben tagja lett a Szovjetunió ifjúsági válogatott-együttesének. Dikovecnek erről az időszakról az alábbiak szerint emlékezik vissza a Labdarúgókapus című könyvében (48. oldal) a Kijevi Dinamo egyik korabeli kiválósága, szovjet érdemes sportmester Oleh Makarov:
| „              | Dikovec János gyors, mint egy kis rakéta. Mindkét lábbal képes meglepetést szerezni a háló őreinek. A bal szárnyon pedig a legkiválóbb csatárok szintjén teljesít... | ” |
| – Oleh Makarov | |   |

## Sikerei, díjai
Ukrán bajnokság
- Szovjet másodosztályú labdarúgó-bajnokság 1. ukrán zónája
  - 6. hely: 1968
  - 8. hely: 1970
- Ukrán kupa
  - elődöntős az 1. zónában: 1963

Szovjet bajnokság
- Szovjet labdarúgó-bajnokság (első osztály)
  - 6. hely: 1958
  - 7. hely: 1959
- Szovjet kupa
  - nyolcaddöntős: 1958
  - negyeddöntős a 2. zónában: 1957

## Ajánlott irodalom
- Fedák László. Kárpátalja a sporteredmények tükrében (43., 53., 57., 114. és 138. oldal). Ungvár: Karpati (1994) (ukránul)
- Krajnyanica Péter. A kárpátaljai labdarúgás története (98., 101. és 167. oldal). Ungvár: Karpati (2004) (ukránul)
- Mihalina László. Otthon minden kő megsegít... (98. oldal). Vác: Kucsák Könyvkötészet és Nyomda (2011)

## Fordítás
- Ez a szócikk részben vagy egészben  a(z)   Диковець Іван Васильович című ukrán Wikipédia-szócikk fordításán alapul.  Az eredeti cikk szerkesztőit annak laptörténete sorolja fel. Ez a jelzés csupán a megfogalmazás eredetét és a szerzői jogokat jelzi, nem szolgál a cikkben szereplő információk forrásmegjelöléseként.